# Тригонально-біпірамідальна структура

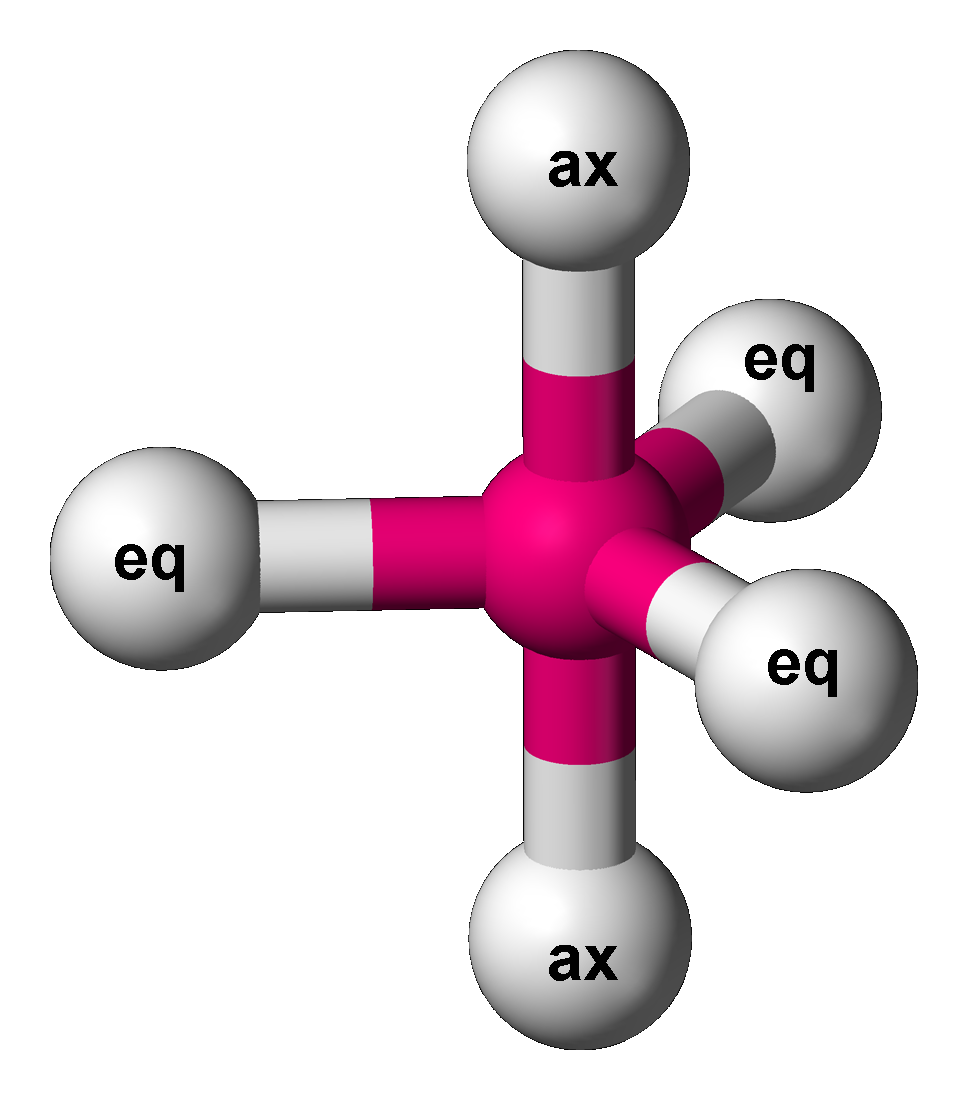
ax — осьове положення, eq — екваторіальне

Тригона́льно-біпіраміда́льна структу́ра (англ. trigonal bipyramidal structure) — структура, що має форму спарених в основі двох трикутних пірамід, центральний атом в якій знаходиться в центрі трикутника основи спарених пірамід та зв'язаний з п'ятьма атомами, що розташовані в вершинах граней фігури.
Зустрічається у випадку, коли біля центрального атома молекули наявні п'ять зв'язків (але нема вільних пар). Три зв'язки розташовуються по екватору атома, під кутом 120° між собою, два інших знаходяться на осі, що проходить через атом і вершини пірамід. Аксіальні зв'язки лежать під прямими кутами до екваторіальних зв'язків. Приміром, таку геометрію має молекула PCl5.